# Frans Thijssen
Frans Thijssen (Malden, 23 de janeiro de 1952) é um treinador e ex-futebolista neerlandês que atuava como meio-campo.

## Carreira
Ídolo no Ipswich Town, onde chegou após iniciar sua carreira no NEC Nijmegen e passar com destaque pelo Twente, Thijssen foi eleito o melhor futebolista atuando na principal divisão inglesa em 1981, após conquistar como destaque com a equipe treinada pelo lendário Bobby Robson a extinta Copa da UEFA no mesmo ano, deixando sua marca nas duas partidas da final (vitória por 3 x 0 em casa e derrota por 4 x 2 fora) contra o AZ Alkmaar. Neste mesmo ano, também foi, juntamente com o Ipswich, semifinalista da Copa da Inglaterra (foi eliminado pelo Manchester City após derrota por 1 x 0 na prorrogação) e vice-campeão inglês, terminando o campeonato quatro pontos atrás do Aston Villa.
Deixou o clube duas temporadas após os títulos, rumando para o Nottingham Forest, treinado por outro lendário treinador inglês da época, Brian Clough. Neste, entretanto, acabou não tendo o mesmo destaque, ficando poucos meses. Seguiu para o quase inexistente futebol estadunidense, onde defendeu durante uma temporada o canadense Vancouver Whitecaps. Após essa, retornou ao seu futebol natal, onde passou mais sete temporadas atuando profissionalmente, entre Fortuna Sittard, Groningen e Vitesse, onde encerrou a carreira, aos 39 anos.
Quatro anos após sua despedida dos campos, iniciou sua carreira fora deles, como treinador, embora sem destaques. Iniciou pela sua última equipe profissional, o Vitesse, mas permanecendo apenas uma temporada. Teve uma chance no futebol sueco, com o Malmö, mas terminou demitido após resultados insatisfatórios. Passou ainda um curto período por De Graafschap e mais uma temporada por sua antiga equipe como jogador Fortuna Sittard, mas também sem destaque. A partir de então, passou a trabalhar com categorias de base do clubes na península Arábica, trabalhando também uma temporada como assistente do Al-Wakrah. Chegou a retornar aos Países Baixos para trabalhar uma temporada nas categorias de base do Twente.